# Samuel Beckett
Samuel Barclay Beckett (Dublín, 13 d'abril del 1906 - París, 22 de desembre del 1989) fou un dramaturg, novel·lista i poeta irlandès, d'expressió anglesa i sobretot francesa. Les obres de Beckett són fonamentalment minimalistes, i profundament pessimistes quant a la naturalesa i condició humanes, tot i que el pessimisme es veu compensat amb un gran sentit de l'humor. Beckett va guanyar el Premi Nobel de Literatura el 1969. És considerat un dels representants més destacats de l'experimentalisme literari del segle xx i del teatre de l'absurd.
Amic i col·laborador de James Joyce, és conegut universalment per obres com la trilogia de novel·les Molloy (1951), Malone mor (1951) i L'innombrable (1953) i pel text teatral Tot esperant Godot (1952). Bona part de la seva producció literària posterior al 1945 va ser escrita en francès. El 1969, va rebre el Premi Nobel de Literatura. D'aleshores ençà, va reduir la producció literària i va experimentar amb nous mitjans visuals, com ara la televisió i el cinema.

## Infantesa
Va néixer el 13 d'abril del 1906 al suburbi de Foxrock, situat a la ciutat de Dublín, que en aquells moments formava part del Regne Unit de la Gran Bretanya i Irlanda, en una família protestant irlandesa.
Va entrar a l'escola Earlsford House School, al centre de la ciutat. Més endavant, el 1919, va anar a la mateixa escola que Oscar Wilde: la Portora Royal School d'Enniskillen, al comtat de Fermanagh. Durant aquests anys, fou un excel·lent jugador de cricket, però aviat va tenir preferència per l'escriptura.

## Primeres obres
Va estudiar francès, italià i anglès al Trinity College de Dublín, des del 1923 fins al 1927, i es graduà amb el títol de Bachelor of Arts. Al cap de poc, va entrar com a professor d'anglès a l'École Normale Supérieure, a París. Fou en aquesta darrera escola on va conèixer James Joyce mitjançant Thomas MacGreevy.
Les seves primeres contribucions literàries pretenien fer una defensa de l'obra del seu admirat Joyce. La seva primera història curta fou Assumption (Assumpció). El 1930, va guanyar un discret premi literari amb la seva composició Whoroscope (un joc de paraules entre who o 'qui', i horoscope o 'horòscop'), obra biogràfica sobre René Descartes. Les relacions amb Joyce es van refredar quan va rebutjar les insinuacions amoroses de la seva filla Lucia; però, llevat d'això, Beckett i Joyce sempre van ser grans col·legues.
Va tornar al Trinity College com a professor, aquest cop de francès, el 1930, però aviat ho va deixar pels viatges per Europa.
A Londres, va publicar un estudi crític sobre Marcel Proust. I dos anys més tard, el 1933, quan tot just es va morir el seu pare, va començar a estudiar psicoteràpia jungiana sota el guiatge del Dr. Wilfred Bion. Fou per aquestes dates quan va escriure la seva primera novel·la Dream of Fair to Middling Women (Somnis de dones belles a mediocres), però va deixar-la córrer per no tenir qui la publiqués; l'obra fou publicada al cap de molts anys, el 1992. El jove escriptor no va desistir-hi i al cap d'un any tragué un llibre d'històries curtes, More Pricks Than Kicks (Més pessics que puntades de peu).
Tampoc no va poder publicar un llibre següent, de poemes aquest cop. Finalment, aquell any 1934 sí que va poder publicar un recull d'assajos i revisions, com Recent Irish Poetry (Poesia recent irlandesa), o Humanistic Quietism (Quietisme humanístic). Ambdós treballs se centraven en l'obra de MacGreevy, Brian Coffey, Denis Devlin i Blanaid Salkled, que li suggerien els contemporanis del Celtic Twilight (etapa de la poesia irlandesa), Ezra Pound, T. S. Eliot i els simbolistes francesos com a llurs precursors. Els va descriure com el "nucli de la poesia [d'aquell temps] d'Irlanda", amb la qual cosa estava perfilant el que més tard es coneixeria com a modernisme poètic irlandès. Ambdós escrits foren reimpresos en els anys 70 per la publicació The Lace Curtain, amb la intenció de reviure aquesta tradició alternativa.
El 1935, Beckett va escriure una carta als famosos cineastes russos Sergei Eisenstein i Vsèvolod Pudovkin per poder estudiar a l'Escola Estatal de Cinematografia de Moscou. Sembla que la carta es va perdre enmig de les quarentenes per la verola.
Aquell mateix any, Beckett va estar treballant en la seva novel·la Murphy. I en acabar, se'n va anar de viatge per Alemanya, omplint quaderns d'anotacions i esborranys, i sentint rebuig del nazisme de l'època. El 1937 va tornar a Irlanda. Un any després, es publicava Murphy i ell mateix la traduiria al francès al cap de poc de temps. I un altre cop es va traslladar a París, aquesta vegada amb voluntat de quedar-s'hi, ja que segons ell era preferible viure a "França en guerra que no pas a Irlanda neutral".
Però el gener del 1938 Beckett fou apunyalat al pit, i gairebé mor. El seu company Joyce va aconseguir-li una habitació privada en un hospital. I és llavors quan es retroba amb Suzanne Descheveaux-Dumesnil, que ja coneixia de la seva primera estada a París, aquest cop per establir uns llaços que perdurarien tota la vida. Quan se li preguntava el motiu de l'agressió, Beckett sempre responia "Je ne sais pas, monsieur" ("no ho sé pas, senyor"), i sovint hi feia broma dient que l'agressor era ben plantat i que tenia bones maneres; aquests arguments van arribar a esdevenir un tema recurrent en algunes de les seves obres.

## Segona Guerra mundial
El 1940 va ser l'any en què l'Alemanya nazi va ocupar França. Beckett va formar part de la resistència francesa, treballant com a missatger. Van ser diverses les ocasions en què fou intervingut per la temuda Gestapo. L'agost del 1942, la seva unitat fou posada al descobert per la traïció d'un capellà catòlic. Beckett i Suzanne van fugir a la petita població de Rousillon, al departament de Vaucluse; i allà van poder continuar amb les activitats de la resistència, com ara l'emmagatzematge d'armes a la seva pròpia llar.
Beckett gairebé mai va parlar del període de guerra. Se sap que va col·laborar amb els maquisards a les muntanyes de Vaucluse, sabotejant l'exèrcit alemany. Per aquesta activitat, fou guardonat amb la Croix de Guerre (Creu de guerra) i amb la Médaille de la Résistance pel govern francès. Mentre era amagat, va començar a escriure la novel·la Watt, que acabaria el 1945, i que publicaria el 1953.

## Arriba la fama: novel·les i teatre
El 1945, Beckett fa una breu visita a la Dublín natal, durant la qual té una visió. Li és revelada la seva futura vida literària. L'experiència la va plasmar en Krapp's Last Tape.
Les seves obres següents van ser Les Temps Modernes, que era la primera part de Suite (tot i que Simone de Beauvoir li'n va negar la publicació de la segona part), Mercier i Camier (la quarta novel·la), i Eleutheria.
A començaments del 1950, Beckett va escriure tres novel·les bastant conegudes, la trilogia de Molloy, Malone Meurt (Malone mor) i L'innommable (L'innominable), totes escrites en francès. Molloy té moltes de les característiques d'una novel·la convencional, com són el temps, el lloc, el moviment i la trama, i en certa manera sembla una novel·la detectivesca. En Mallone Meurt, el moviment i la trama deixen pas al lloc i al transcurs del temps. L'acció del llibre pren la forma d'un monòleg interior. Finalment, en L'innommable, tot el sentit del lloc i del temps desapareix. El tema central és el conflicte entre la necessitat de parlar com a forma de continuar existint, i la urgència de trobar el silenci i l'oblit. És temptador veure en l'obra un reflex de l'experiència de Beckett i comprendre què va suposar la guerra per al món. Tot i el toc pessimista que hom vol atribuir a l'obra de Beckett, sempre sembla sortir guanyador el desig per viure.
Tot i que la llengua materna de Beckett era l'anglès, preferia escriure en francès, ja que segons deia, "és més fàcil escriure-hi sense estil". Alguns crítics han argumentat que fou una voluntat de distanciar-se del seu ídol, l'escriptor en anglès Joyce. Posteriorment, ell mateix traduiria la gran majoria de les seves obres a l'anglès.
La seva obra teatral per excel·lència, En attendant Godot (Tot esperant Godot), la va començar a escriure en francès el 1947. És una representació, com va dir el crític Vivian Mercier, "en la qual no passa res, per duplicat", o com va dir Vázquez Montalban, "és una metàfora de l'esperança inútil". El 1953, s'estrena l'obra i l'èxit començà a fer-se notar per tota França, als Estats Units, a Alemanya... L'obra arriba a tenir una immensa popularitat i els comentaris, crítiques, controvèrsies i opinions comencen a ploure per tot arreu. Avui dia, continua sent una obra molt representada en tot el món, inclosa Catalunya (en especial, en el centenari del seu naixement).
Amb la fama, vingué l'oportunitat de publicar moltes més obres de teatre, com Endgame (Fi de partida), Embers i Happy Days (Dies feliços), escrites en anglès. La temàtica general de les obres de teatre d'aquest període va continuar en la mateixa tònica que les novel·les, és a dir, fent especial esment en la desesperació i en el desig de viure enmig d'un món mancat de comprensió. Tot i això, també n'és característic el to de comèdia en tractar aquesta mena de temàtica. L'estil minimalista ha portat a nomenar el teatre de Beckett com a teatre de l'absurd.

## Darrers anys i obres
El 1960 va ser un període de canvis, tant personals com literaris. Per una banda, va contreure matrimoni amb Suzanne en una cerimònia civil secreta a Anglaterra, endut per raons legals, donades les lleis d'herència franceses. L'èxit de les seves obres van atreure un munt d'invitacions als assajos de les esmentades obres per tot el món, de manera que va esdevenir director de teatre. El 1959, va tenir la primera comissió de la BBC per a una obra emesa per ràdio, Embers. Van succeir-se les obres escrites per a la ràdio, i el 1964 feu el salt a la televisió amb Film. Va ser durant aquesta etapa que va tornar a escriure en anglès més que en francès.
La fama, el premi Internacional de Literatura del 1961, el Premi Nobel de Literatura del 1969… de sobte Beckett veu com esclata l'interès per ell, i com neix una mena d'"indústria Beckett". Tot d'escriptors, estudiants, acadèmics, poetes, novel·listes, gent de teatre... van voler saber-ne més sobre Samuel Beckett.
La seva darrera obra en prosa fou Comment C'est (Com és). Està escrita com una seqüència de paràgrafs sense puntuació que donen la sensació d'estar llegint missatges telegràfics. Relata les aventures d'un narrador mentre fa braçades al fang amb una bossa plena de menjar enllaunat.
Les següents obres foren treballs minimalistes sobre l'autoconfinament i autoobservació. Es va centrar en la cada cop més clara postura de rebuig a la tirania del realisme en l'art, i a la dictadura de les normes i expectatives socials. En l'obra Catastrophe (1982), dedicada al txec Václav Havel, va concentrar-se en formes més dures de dictadura. L'estil minimalista es veu també en les tres novel·les Company (1979), III Seen III Said (1982) i Worstward Ho (1984).
La seva darrera obra, el poema What is the Word (Què és la paraula), l'escriu el 1989 des del llit en què agonitzava d'enfisema i possiblement de Parkinson, de la seva residència de París, i mor el 22 de desembre del mateix any, cinc mesos després de morir la seva dona Suzanne. Ambdós romanen al cementiri de Montparnasse, de la ciutat de París.

## El llegat de Beckett
De tots els modernistes en llengua anglesa, Beckett és qui millor representa l'atac continuat contra la tradició realista. Ell més que cap altre va permetre un drama i una ficció exempta de trames convencionals i d'unitats de temps i lloc, per a concentrar-se en els components essencials de la condició humana. Escriptors com Václav Havel, Aidan Higgins i Harold Pinter han manifestat públicament l'agraïment a l'exemple de Beckett. També ha tingut una gran influència en l'escriptura experimental des del 1950. En el marc irlandès, ha deixat una forta impremta en escriptors com Trevor Joyce i Catherine Walsh.
També s'hi han vist influenciats alguns grans compositors del segle xx, que han creat treballs musicals basats en els textos de Beckett, com György Kurtág, Morton Feldman, Philip Glass o Heinz Holliger. O artistes visuals com Bruce Nauman i Alexander Arotin.
En català, ha estat traduït per diversos autors, com ara, Joan Oliver, Joan Cavallé, Sergi Belbel, Víctor Batallé, Joaquim Mallafrè i Josep Pedrals.